# Allocricetulus
Allocricetulus és un gènere de rosegadors de la família dels cricètids. Conté dues espècies: una oriünda del Kazakhstan (A. eversmanni) i una altra pròpia de Rússia, Mongòlia i la Xina (A. curtatus). El seu hàbitat natural són les estepes àrides. Tenen una llargada de cap a gropa d'entre 8,5 i 16 cm. Estan emparentats amb els hàmsters domèstics. El nom genèric Allocricetulus deriva del nom d'un gènere proper, Cricetulus, i significa ‘Cricetulus diferent’ en llatí.